# 41 Piscium
41 Piscium, eller d Piscium, är en misstänkt variabel i Fiskarnas stjärnbild.
Stjärnan har visuell magnitud +5,36 och saknar fastställd amplitud eller period för sina variationer.